# Renzo Fratini
Renzo Fratini (Urbisaglia, 25 de abril de 1944) é clérigo italiano, arcebispo católico romano emérito e diplomata da Santa Sé.
Em 6 de setembro de 1969, Renzo Fratini recebeu a ordenação sacerdotal do bispo de Macerata-Tolentino, Ersilio Tonini.
Em 7 de agosto de 1993, o Papa João Paulo II o nomeou arcebispo titular de Botriana e pró-núncio apostólico no Paquistão. A consagração episcopal aconteceu em 2 de outubro do mesmo ano, pelas mãos do cardeal secretário de Estado Angelo Sodano. Os co-consagrantes foram o secretário da Congregação para o Clero, Crescenzio Sepe, e o bispo de Macerata-Tolentino-Recanati-Cingoli-Treia, Francesco Tarcisio Carboni. Em 8 de agosto de 1998, Renzo Fratini tornou-se núncio apostólico na Indonésia. Também se tornou núncio apostólico em Timor Leste em 24 de junho de 2003. Em 27 de janeiro de 2004, João Paulo II o nomeou núncio apostólico na Nigéria.
Em 20 de agosto de 2009, o Papa Bento XVI o nomeou núncio apostólico em Espanha e Andorra e observador permanente da Santa Sé junto à Organização Mundial do Turismo. Em 4 de julho de 2019, o Papa Francisco aceitou sua aposentadoria por motivos de idade.